# Obolcola megaspilata
Obolcola megaspilata är en fjärilsart som beskrevs av Walker 1862. Obolcola megaspilata ingår i släktet Obolcola och familjen mätare. Inga underarter finns listade i Catalogue of Life.